# بيت الحود (مناخة)

تعديل مصدري - تعديل

بيت الحود هي إحدى قرى عزلة حصبان بمديرية مناخة التابعة لمحافظة صنعاء، بلغ تعداد سكانها 61 نسمة حسب تعداد اليمن لعام 2004.